# Alegria (álbum de Elba Ramalho)
Alegria, lançado em 1982, é o quarto álbum da carreira da cantora, compositora brasileira Elba Ramalho.
Nesse álbum, Elba traz seu grande sucesso "Bate Coração", além das canções "Chego Já" e "Essa Alegria". O álbum foi um sucesso, vendendo 300 mil cópias.
| Críticas profissionais                                                      | Críticas profissionais |
| Avaliações da crítica                                                       | Avaliações da crítica  |
| Fonte                                                                       | Avaliação              |
| --------------------------------------------------------------------------- | ---------------------- |
| Clique Music                                                                | [ 3 ]                  |
| Esta tabela precisa de ser acompanhada por texto em prosa. Consulte o guia. |                        |

## Faixas
| N.º            | Título                       | Compositor(es)                            | Duração |  |
| 1.             | "Essa Alegria (Caboclinhos)" | Lula Queiroga                             | 4:06    |  |
| 2.             | "Dominó"                     | Zé Ramalho                                | 4:04    |  |
| 3.             | "No Som da Sanfona"          | Kaká do Asfalto e Jackson do Pandeiro     | 2:42    |  |
| 4.             | "A Casca do Ôvo"             | Gonzaguinha                               | 4:09    |  |
| 5.             | "Chego Já"                   | Alceu Valença                             | 2:18    |  |
| 6.             | "Amor com Café"              | Cecéu                                     | 2:20    |  |
| 7.             | "Olhos Acesos"               | Zé Américo e Salgado Maranhão             | 3:39    |  |
| 8.             | "Sete Cantigas Para Voar"    | Vital Farias                              | 3:08    |  |
| 9.             | "Marcha Regresso"            | Paulo Sauer, Edison Luiz e Moraes Moreira | 2:38    |  |
| 10.            | "Menina do Lido"             | Geraldo Azevedo e Carlos Fernando         | 3:11    |  |
| 11.            | "Bate Coração"               | Cecéu                                     | 3:15    |  |
| Duração total: | Duração total:               | Duração total:                            | 35:30   |  |

## Músicos participantes
- Arranjos: Zé Américo Bastos (todas as faixas exceto 8), Geraldo Azevedo (10) e Vital Farias (8)
- Regência: Zé Américo Bastos (todas as faixas exceto 8) e Vital Farias (8)
- Piano e acordeom: Zé Américo Bastos
- Bateria: Elber Bedaque
- Baixo: Antonio Sant’Anna (todas exceto 8, 10 e 11) e Guil Guimarães (11)
- Guitarra e viola: Zeppa Souza
- Violão: Vital Farias (8) e Geraldo Azevedo (10)
- Percussão: Cidinho e Elber Bedaque
- Zabumba: Cícero
- Pandeiro na faixa 5: Jackson do Pandeiro
- Metais: Márcio Montarroyos, Leo Gandelman, Serginho, Bidinho, Hamilton, Barreto, Maciel, Berto, Zé Carlos, Macaé, Biju, Netinho, Aurino
- Flautas: Celso e Daniel
- Cordas: Paschoal Perrota, Giancarlo Pareschi, Alfredo Vidal, Carlos Eduardo Hack, José Alves da Silva, Michel Bessler, Walter Hack, Aizik M. Geller, Arlindo Figueiredo Penteado, Frederick Stephany, Hindemburgo Vitoriano Borges Pereira, Nelson Baptista de Macedo, Márcio Eymard Mallard, Jorge Kundert Ranevsky
- Vocais de apoio: Márcio Lott, Jaime Alem, Zeppa Souza, Nair Cândia, Regininha, Andrea
- Palmas: Carlão, Guil Guimarães, Cidinho, Mário Almeida, Elba, Zé Américo Bastos, Márcio, Jaime Alem, Zeppa Souza, Nair Cândia, Regininha, Andrea

## Créditos

### LP (1982)
- Direção artística: Mazzola
- Direção de Produção: Aramis Barros
- Assistência artística: Eva Strauss
- Técnicos de Gravação: Luiz Paulo, Célio Martins e Eduardo Ramalho
- Técnico de mixagem: Célio Martins
- Assistente: Nestor
- Assistentes de Estúdio: João Ricardo e Jackson Paulino
- Assistência geral: Pimpolho
- Arregimentação: Paschoal Perrota
- Gravado e mixado no período de 15 de março a 15 de abril de 1982 nos estúdios Sigla - RJ
- Metais em "A Casca do Ovo", "Marcha Regresso" e "Amor com Café" gravados nos estúdios Transamérica - RJ
- Técnico: Rafael Azulay
- Montagem: Ieddo (Level)
- Corte: Ivan Lisnik (PolyGram)
- Fotos: Walter Firmo
- Capa: J.C. Mello
- Arte-final: Bruno Speranza
- Ariola 201.645 (P) 1982

### CD (reedição de 2009)
- Supervisão geral: Alice Soares
- Coordenação do projeto e textos: Rodrigo Faour
- Remasteização: DMS Mastering Solutions por Luigi Hoffer
- Restauração das capas e aaptação gráfica de LP para CD: Laststudio por Leandro Arraes
- Revisão: Luiz Augusto
- Coordenação gráfica: Geysa Adnet